# Swiss Ice Hockey Federation
Swiss Ice Hockey Federation (SIHF) bildades den 27 september 1908, och är det schweiziska ishockeyförbundet. Schweiz var med och grundade IIHF 1908.

### Fotnoter
1. ↑  ”AZ Hockey”. Arkiverad från originalet den 6 september 2015. https://web.archive.org/web/20150906050231/http://www.azhockey.com/year/yearSwitzerland.html. Läst 28 augusti 2011.
2. ↑  ”International Ice Hockey Federation”. http://www.iihf.com/iihf-home/countries/switzerland.html. Läst 28 augusti 2011.